# Stadio Fragata Presidente Sarmiento
Lo stadio Fragata Presidente Sarmiento (in spagnolo: Estadio Fragata Presidente Sarmiento) è uno stadio della città argentina di Isidro Casanova che ospita gli incontri interni del Club Almirante Brown. Ha una capienza di 25 500 posti.

## Storia
La prima pietra dello stadio venne posta il 31 marzo 1968. Il 14 giugno dell'anno successivo, durante un incontro con il San Telmo, terminato 3-2 per gli ospiti, l'impianto venne finalmente inaugurato. Otto anni più tardi venne ribattezzato con l'attuale nome.
Nel 2009 venne inaugurata la nuova tribuna realizzata grazie all'interessamento personale della presidente argentina Cristina Fernández de Kirchner dopo che nel 2005 il marito Néstor aveva promesso la realizzazione di tale settore.